# Zinkenwehr 5

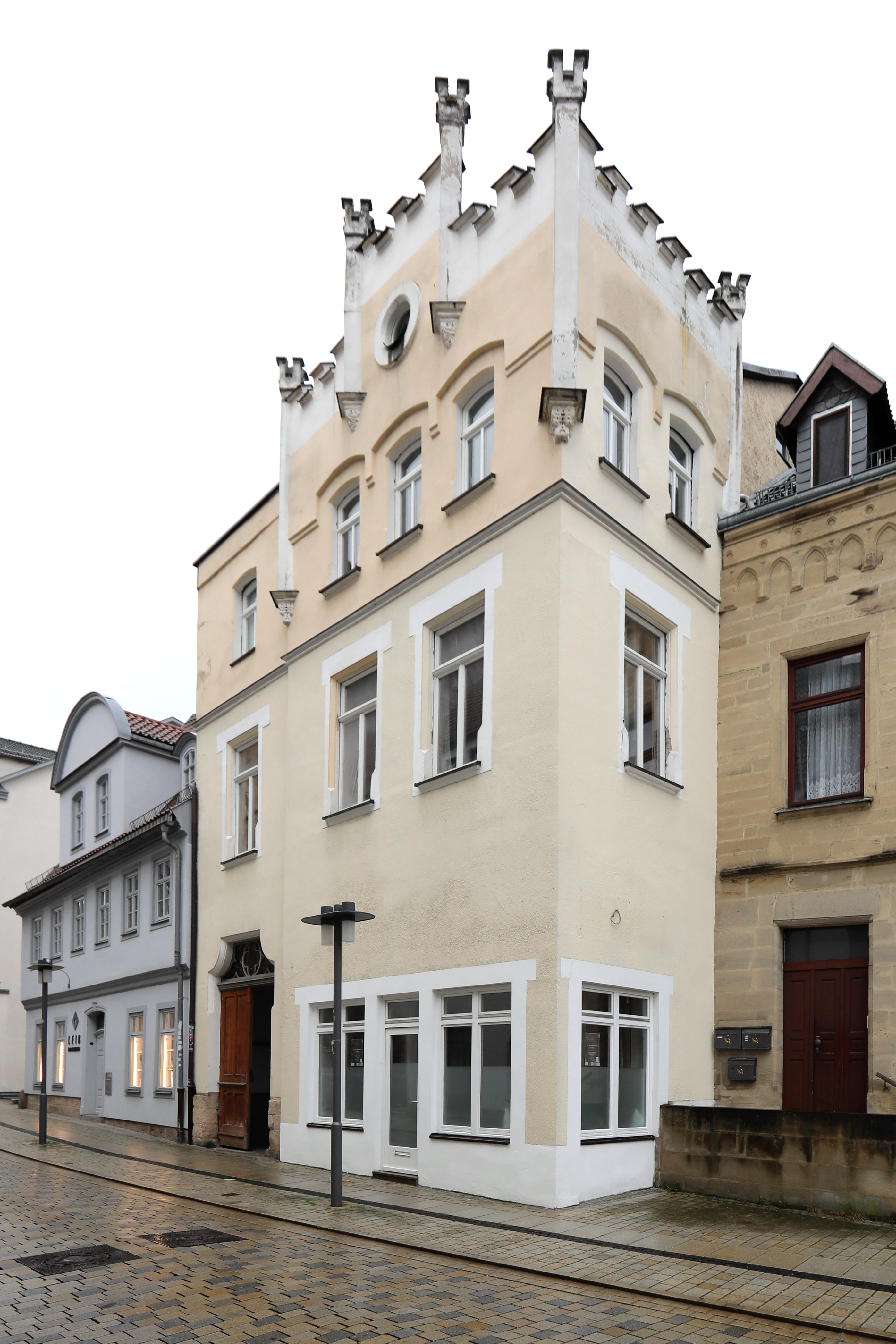
Wohn- und Geschäftshaus Zinkenwehr 5 in Coburg

Das Wohn- und Geschäftshaus  Zinkenwehr 5 steht in der oberfränkischen Stadt Coburg. Das denkmalgeschützte, dreigeschossige Traufseithaus wurde 1871 im neugotischen Stil errichtet.

## Geschichte
Auf einem schmalen Grundstück errichtete 1871 der Baumeister Bernhard Felber nach dem Abbruch eines Stadels ein Wohnhaus nach eigener Planung. Eine Dacherhöhung des Vorderhauses auf der linken Seite führte der Baumeister Max Frommann im Jahre 1894 aus. Das zweiflügelige, ursprünglich eingeschossige Rückgebäude wurde vom Baumeister Carl Wetter 1877 aufgestockt und 1885 durch den Maurermeister Georg Meyer für den Hoffotografen Eduard Uhlenhuth zu einem fotografischen Atelier umgebaut. Im Jahr 1955 ließ der Eigentümer das Erdgeschoss des Vorderhauses neugestalten und einen Laden mit einer Schaufensteranlage einrichten. 1978 folgte eine Fenstererneuerung und Fassadenrenovierung und 1994 eine Umgestaltung der Erdgeschossfassade.

## Architektur
Das zum Nachbarhaus Zinkenwehr 7 in der Baulinie vorgerückte Anwesen steht beim Albertsplatz. Es besteht aus einem dreigeschossigen, traufständigen Flachsatteldachbau als Vorderhaus und einem Rückgebäude mit L-förmigem Grundriss. 
Die neugotisch gestaltete Fassade des Vorderhauses hat links im Erdgeschoss eine Hofdurchfahrt mit einem zweiflügeligen, maßwerkverblendeten Tor und einem Vorhangbogen mit Oberlicht. Darüber ist in beiden Obergeschossen eine Fensterachse angeordnet. In der Durchfahrt steht zum Innenhof ein neugotischer Gusseisenbogen. Die rechte Fassadenseite besteht aus einem symmetrischen Risalit. Im Erdgeschoss ist ein Laden mit mittlerem Eingang und seitlichen Schaufenstern eingerichtet. Das zu Wohnzwecken genutzte Obergeschoss hat zwei Fenster, darüber befindet sich ein Zwerchhaus mit einer Gruppe von drei Fenstern mit Stichbogenblenden, oben abgeschlossen von einem dreifachen Zinnengiebel mit Pfeilern auf Konsolen. Die schmale Westseite ist mit einem turmartigen Zinnenabschluss über zwei Fenstern mit Stichbogenblenden gestaltet.
Das zweiflügelige Rückgebäude besteht aus einer verputzten Fachwerkkonstruktion mit einem Pultdach. Es hat zwei Geschosse, nur im Anschluss an das Vorderhaus im Bereich großer Atelierfenster, ist es eingeschossig.